# Chimären (film)
Chimären (La Chimera – själarnas skatter i Finland; italienska: La chimera) är en italiensk äventyrs- och komedifilm från 2023. Filmen är regisserad av Alice Rohrwacher, som skrivit manus tillsammans med Carmela Covino och Marco Pettenello.
Filmen hade biopremiär i Sverige den 10 maj 2024.

## Handling
Filmen kretsar kring ett gäng gravplundrare som leds av en engelsman som letar efter sin försvunna kärlek. Genom hans speciella gåva lokaliseras gamla etruskgravar på löpande band, men dessvärre ser gänget till att sabba det mesta.

## Rollista (i urval)
- Josh O'Connor – Arthur
- Carol Duarte – Italia
- Vincenzo Nemolato – Pirro
- Alba Rohrwacher – Frida
- Isabella Rossellini – Flora
- Lou Roy-Lecollinet – Mélodie